# 莫比乌斯带

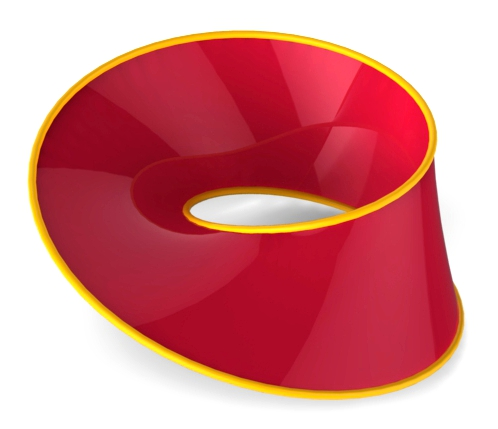
莫比乌斯带

莫比乌斯带（德語：Möbiusband），又譯梅比斯環、莫比乌斯环或麦比乌斯带，是一种只有一个面（表面）和一条边界的曲面，也是一种重要的拓扑学结构，是由德国数学家、天文学家莫比乌斯和约翰·利斯廷在1858年独立发现的。这个结构可以用一个纸带旋转半圈再把两端粘上之后轻而易举地制作出来。事实上有两种不同的莫比乌斯带镜像，他们相互对称；如果把纸带顺时针旋转再粘贴，就会形成一个右手性的莫比乌斯带，反之亦類似。
莫比乌斯带本身具有很多奇妙的性质。如果从中间剪开一个莫比乌斯带，不会得到两个窄的带子，而是会形成一个把纸带的端头扭转了两次再结合的环（并不是莫比乌斯带），再把剛剛做出那個把纸带的端头扭转了两次再结合的环從中間剪開，則變成兩個環。如果你把带子的宽度分为三分，并沿着分割线剪开的话，会得到两个环，一个是窄一些的莫比乌斯带，另一个则是一个旋转了两次再结合的环。另外一个有趣的特性是将纸带旋转多次再粘贴末端而产生的，比如旋转三个半圈的带子再剪开后会形成一個三叶结；剪开带子之后再进行旋转，然后重新黏贴则会变成数个头与尾互相连结的反手结。
莫比乌斯带常被认为是无穷大符号「∞」的创意来源，因为如果某个人站在一个巨大的莫比乌斯带的表面上，能夠沿着他能看到的“路”一直走下去。

## 几何学与拓扑学结构

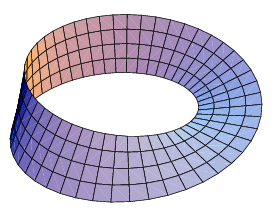
用Matlab描绘的莫比乌斯带

一个利用参数方程式创造出立体莫比乌斯带的方法：
{\displaystyle {\begin{aligned}&x(u,v)=\left(1+{\frac {v}{2}}\cos {\frac {u}{2}}\right)\cos(u)\\&y(u,v)=\left(1+{\frac {v}{2}}\cos {\frac {u}{2}}\right)\sin(u)\\&z(u,v)={\frac {v}{2}}\sin {\frac {u}{2}}\\&(0\leq u<2\pi ,-1\leq v\leq 1)\end{aligned}}}
这个方程组可以创造一个边长为1半径为1的莫比乌斯带，所处位置为x-y面，中心为（0，0，0）。参数u在v从一个边移动到另一边的时候环绕整个带子。
如果用圆柱坐标系（r,θ,z）表示的话，一个无边界的莫比乌斯带可以表示为：
{\displaystyle \log(r)\sin \left({\frac {\theta }{2}}\right)=z\cos \left({\frac {\theta }{2}}\right).}
从拓扑学上来讲，莫比乌斯带可以定义为笛卡兒積[0,1]×[0,1]，边由在0 ≤ x ≤ 1的时候（x,0）~（1-x,1）决定，如右图所示。

莫比乌斯带是一个二维的紧致流形（即一个有边界的面），可以嵌入到三维或更高维的流形中。它是一个不可定向的的标准范例，可以看作RP2 # RP2。同时也是数学上描绘纤维丛的例子之一。特别地，它是一个有一纤维单位区间，I = [0,1]的圆S1上的非平凡丛。仅从莫比乌斯带的边缘看去给出S1上一个非平凡的两个点（或Z2）的从。

## 有关的物体
和莫比乌斯带非常近似的一个几何学物体叫做克莱因瓶。一个克莱因瓶可以用粘贴两个莫比乌斯带的方法制作出来。但是如果物体不进行自我交叉，这个步骤在三维空间内是不可能完成的。
另外一个相近的结构是實射影平面。如果在實射影平面上有一个洞的话，从左侧看就会形成一个莫比乌斯带。或者把莫比乌斯带的边界进行有限定义，就会形成一个真投影屏面。更形象地说法是重建莫比乌斯带的边缘形成一个普通的环。有一种普遍的误解认为如果不进行平面的自我交叉就无法在三维空间内形成一个有普通环边缘的莫比乌斯带。事实上是可能的，方法是这样的：定义C为xy面上的单位圆，现在连接C上面的对跖点，比如θ和θ + π。当θ在0到π/2之间运动的时候，在xy面上方做这条线的反余切，其他情况则在面下做反余切。

## 艺术和科技
- 莫比乌斯带为很多艺术家提供了灵感，比如美术家莫里茨·科内利斯·埃舍尔就是一个利用这个结构在他木刻画作品里面的人，最著名的就是莫比乌斯二代[1]，图画中表现一些蚂蚁在莫比乌斯带上面前行。
- 它也经常出现在科幻小说里面，比如亞瑟·克拉克的《黑暗之墙》[何时？]。科幻小说常常想象我们的宇宙就是一个莫比乌斯带。由A.J.Deutsch于1950年创作的短篇小说《一个叫莫比乌斯的地铁站》[2]为波士顿地铁站创造了一个新的行驶线路，整个线路按照莫比乌斯带方式扭曲，走入这个线路的火车都消失不见。另外一部小说《星际迷航：下一代》中也用到了莫比乌斯带空间的概念。
- 有一首小诗也描写了莫比乌斯带：

|  | 数学家断言： 莫比乌斯带只有一边。 如果你不相信， 就请剪开一个验证， 带子分离时候却还是相连。 |

- 莫比乌斯带也被用于工业制造。一种从莫比乌斯带得到灵感的传送带能使用更长的时间，因为可以更好的利用整个带子，或者用于制造磁带，可以承载双倍的信息量。[3]
- 有一座钢制的莫比乌斯带雕塑位于美国华盛顿的史密斯森林历史和技术博物馆。
- 復仇者聯盟4:終局之戰（英語：Avengers: Endgame）劇情中東尼史塔克嘗試透過電腦藉由莫比烏斯帶模擬時空攔截與時間指向，意外的成功了。
- 荷兰建筑师Ben Van Berkel以莫比乌斯带为创作模型设计了著名的莫比乌斯住宅。
- 在日本漫畫《哆啦A夢》中，哆啦A夢有個道具的外觀就是莫比烏斯帶；在故事中，只要將這個環套在門把上，則外面的人進來之後，看到的依然是外面。
- 在電玩遊戲「音速小子－滑板流星故事」中最後一關魔王戰就是在莫比烏斯帶形狀的跑道上進行，如果不打敗魔王，就會一直在莫比烏斯帶上無限循環的跑下去。
- 1988年在日本上映的動畫電影機動戰士GUNDAM 逆襲的夏亞以莫比烏斯帶作為對命運的隱喻：人類就好比行走在莫比烏斯帶上的螞蟻一般，永遠逃不出這個怪圈，不斷重覆著相同的錯誤，類同的悲劇也在不斷地上演。
- 電影《機動戰士GUNDAM 逆襲的夏亞》的主題歌BEYOND THE TIME（メビウスの宇宙を越えて）亦呼應了這個主題（日文「メビウス」就是Möbius的意思）。
- JoJo的奇妙冒险第6部空條徐倫對c-moon一幕亦有於戰鬥中使用此結構。
- 美国微软公司出品的软件开发工具Visual Studio 2010版的logo易被误认为是一条莫比乌斯带。[4]但其实并非如此，因为沿著该logo的表面走，無法像莫比乌斯带那样將全部表面都走遍。
- 2013年，韩国导演金基德的电影《莫比烏斯》命名就取材于莫比乌斯环，象征人性周而复始的重复悲剧和错误。
- 網路上流傳一部動畫影片，用莫比烏斯帶原理，來解釋巴哈所著的逆行卡農作品。[5]
- 《Bilibili拜年祭2017》中作品《再一次》以莫比乌斯带原理构筑了困住木琳与海阅的古堡。
- 手機遊戲大作莫比乌斯 Final Fantasy就是以Möbius來命名。
- 韓團 本月少女 MV故事線使用了莫比烏斯環的概念
- 臺劇《想見你》中，黃雨萱和李子維不斷穿越時空造成循環，其故事線使用了莫比烏斯環的概念。而原本王詮勝（從2003年穿越來的李子維）打算向黃雨萱求婚的戒指形狀也運用了莫比烏斯環。
- 在獵人黑暗大陸篇中，小傑之父親亦有提到在古書【新世界紀行-東】中有紀載，現在普遍的世界地圖不過是真實世界的一小部分，其存在於一個名為"莫比烏斯"的巨大湖泊中，四周為"無盡"海所包圍。

## 趣闻
中文网络上曾流传有一些以年轻人和老禅师为主人公，並且涉及数学概念的冷笑话。其中一则来源于人人网用户黄雁捷的段子大致内容如下：“青年向禅师讨教，希望可以让他的女朋友没有缺点，只有优点。禅师微笑着，请青年为他找一张只有正面没有背面的纸。然后青年掏出了一个莫比乌斯环……”
历史上确有相似的事情发生过，主人公是同样拥有传奇色彩的美国物理学家理查德·费曼和他当时的女朋友阿琳。少年费曼有一次与阿琳一同谈论笛卡尔的哲学时，指出笛卡尔对于完美必定存在的论述是在偷换概念。阿琳感叹说也许就像哲学老师说的一样，任何事物都像纸张一样拥有不同的2个面；费曼则说这一说法本身也是值得权衡的，然后根据从《大英百科全书》学到的知识，拿出一张纸，在女友面前现场制作了一个莫比乌斯纸环。阿琳非常惊喜，第2天把纸环带到了学校。当老师拿起一张纸又开始举例事物都有两面性时，她兴奋地举起了莫比乌斯纸环，令在场的师生们都为之惊讶。不过费曼非常欣赏笛卡尔的科学贡献。